# Сава Бранкович
Сава Бранкович е в периодите (1656 – 1660; 1662 – 1680) православен митрополит на Трансилвания с център Белград. Брат на граф Георги Бранкович и един от последните потомци на династията Бранкович.
Противопоставя се на трансилванския унгарски владетел Михай I Апафи, държейки богослужението да се извършва на църковнославянски език. Румънската православна църква дълго време отказва да го канонизира за светец под предлог за злоупотреби и корупция в митрополията, но през 1955 година Сава Бранкович все пак е обявен за светец от синода на Румънската православна църква.